# Fladungen
Fladungen ist eine Stadt im unterfränkischen Landkreis Rhön-Grabfeld, der Sitz der Verwaltungsgemeinschaft Fladungen und ein staatlich anerkannter Erholungsort.

## Geografie
Fladungen ist die nördlichste Stadt in Unterfranken und im Freistaat Bayern. Sie ist zudem mit 288 km der am weitesten von der Landeshauptstadt entfernte Ort in Deutschland. Mit Hannover, Magdeburg, Erfurt, Dresden, Stuttgart, Mainz, Wiesbaden, Saarbrücken und Düsseldorf liegen neun deutsche Landeshauptstädte näher an Fladungen als die bayerische Landeshauptstadt München (eine weitere, Potsdam, liegt nahezu gleichauf). Fladungen liegt in der Region Main-Rhön, im Tal der Streu.

### Gemeindegliederung

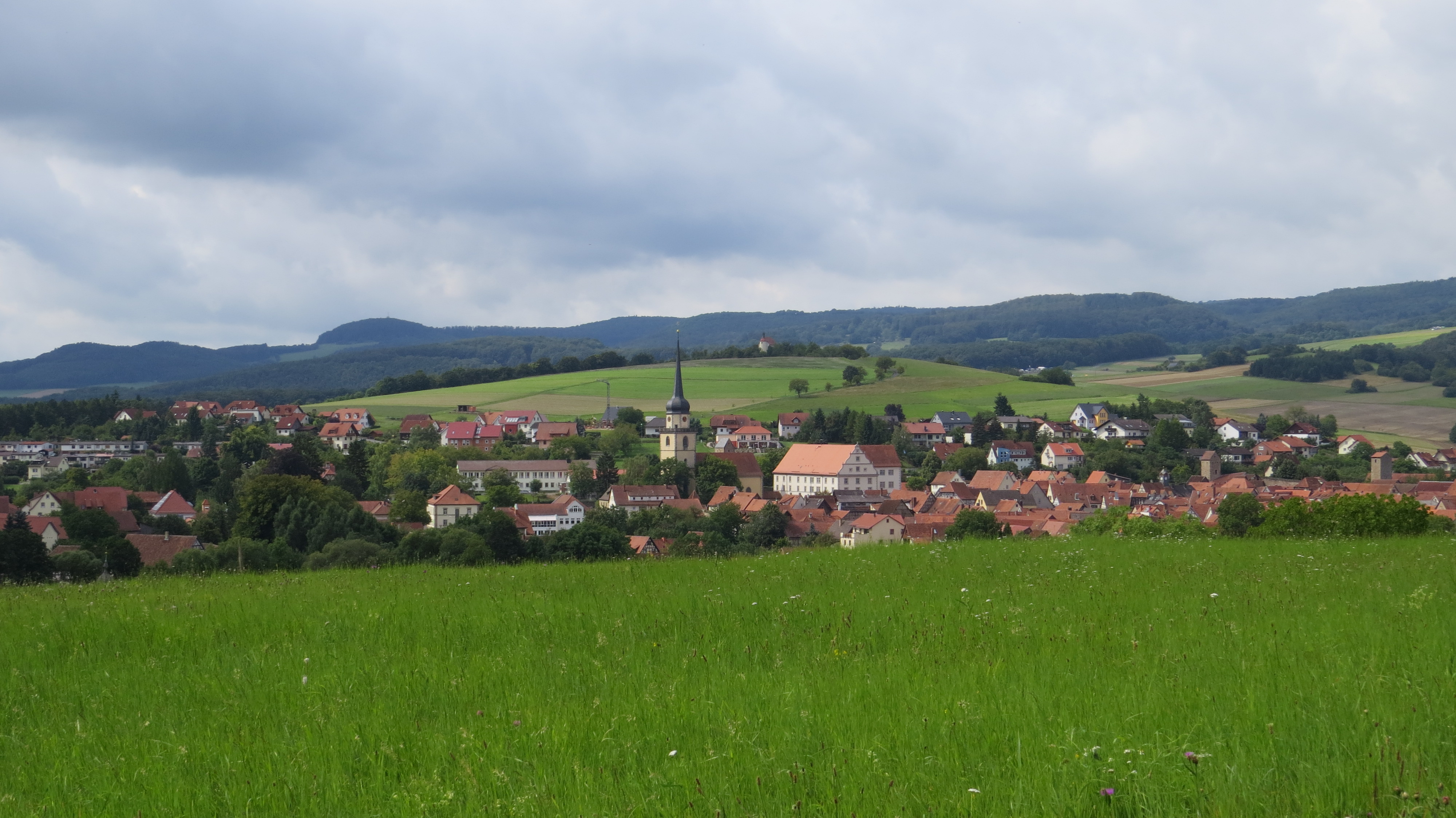
Stadtansicht von Osten

Fladungen hat zehn Gemeindeteile (in Klammern ist der Siedlungstyp angegeben):
- Brüchs (Pfarrdorf)
- Fladungen (Hauptort)
- Heufurt (Kirchdorf)
- Huflar (Weiler)[6]
- Leubach (Kirchdorf)
- Oberfladungen (Pfarrdorf)
- Rüdenschwinden (Pfarrdorf)
- Sands (Kirchdorf)
- Schlagmühle (Einöde)
- Weimarschmieden (Kirchdorf)

Es gibt außerdem die Einöden Aumühle, Erlsmühle, Reinhardshof und Weihersmühle.
Auf dem Gemeindegebiet gibt es die Gemarkungen Brüchs, Fladungen, Heufurt, Huflar, Leubach, Oberfladungen, Rüdenschwinden, Sands und Weimarschmieden. Die Gemarkung Fladungen hat eine Fläche von 14,893 km². Sie ist in 2738 Flurstücke aufgeteilt, die eine durchschnittliche Flurstücksfläche von 5439,55 m² haben. In ihr liegt neben dem namensgebenden Ort der Gemeindeteil Schlagmühle.

### Nachbargemeinden
Fladungen grenzt an folgende Gemeinden (im Uhrzeigersinn, beginnend im Norden): Erbenhausen,  Kaltennordheim (Exklave Melpers), Rhönblick (alle Landkreis Schmalkalden-Meiningen/Thüringen), Willmars, Nordheim vor der Rhön, Sondheim vor der Rhön, Hausen (alle Landkreis Rhön-Grabfeld), Ehrenberg (Rhön) (Landkreis Fulda/Hessen), Birx und Frankenheim/Rhön (beide Landkreis Schmalkalden-Meiningen/Thüringen). Außerdem grenzt die Stadt im Osten an das gemeindefreie Gebiet Mellrichstadter Forst.

## Geschichte

### Bis zur Gemeindegründung
Im Jahre 789 wurde Fladungen in einer Urkunde des Klosters Fulda erstmals erwähnt. Während der Zeit der Stammesherzogtümer lag der Ort im Herzogtum Franken. 1335 verlieh Kaiser Ludwig der Bayer das Stadtrecht. Der Besitz der Stadt war zwischen dem Würzburger Bischof und dem Fürstabt von Fulda umstritten. Im Jahre 1335 wurde dem Edlen Heinrich von Fladungen die Zehnt und das Schultheißenamt über die Hildenburg übertragen. Als das Amt Fladungen mit Hildenburg im Jahre 1435 durch Verpfändung an die Grafen von Henneberg-Aschach (später Henneberg-Römhild genannt) kam, setzte dieser Adolf Marschalk von Ostheim als Amtmann dorthin. Durch eine Erbteilung der Grafschaft Henneberg-Römhild kam Fladungen im Jahr 1468 zum Münnerstädter Teil unter Graf Otto von Henneberg-Römhild. Später kam Fladungen durch Pfandeinlösung wieder zum Hochstift Würzburg. Seit dem Jahr 1534 ist in Fladungen ein Leprosorium nachweisbar, das als Siechenhaus bekannt war.

Leubach, St.-Vitus-Kirche, 1797 erbaut.

Im Jahre 1596 wurde das Amt Hildenburg noch genannt, aber schon im Jahre 1600 wohnte der Amtmann in Fladungen. Als Amt des Hochstiftes Würzburg, das zum Fränkischen Reichskreis gehörte, war Fladungen nach der Säkularisation 1803 kurze Zeit bayerisch. 1805 wurde es Erzherzog Ferdinand von Toskana zur Bildung des Großherzogtums Würzburg überlassen.

Das reichsritterschaftliche Dorf Sands der Herren von Stein kam 1808 durch einen Gebietsaustausch vom Amt Maßfeld im Herzogtum Sachsen-Meiningen zum Großherzogtum Würzburg. In dieser Zeit muss auch Weimarschmieden vom Hintergericht des Amts Lichtenberg im Herzogtum Sachsen-Weimar-Eisenach zu Würzburg gekommen sein.
Seit den Verträgen von Paris (1814) gehören der Ort Fladungen und die Umgebung endgültig zu Bayern. Im Jahr 1818 entstand die politische Gemeinde.

### 20. Jahrhundert
Seit der innerdeutschen Grenzöffnung im Jahr 1989 befindet sich Fladungen nicht mehr im Zonenrandgebiet. 1992 wurde der Stadt die Europa-Nostra-Medaille verliehen.

### Eingemeindungen
Im Zuge der Gebietsreform in Bayern wurden am 1. Juli 1971 die Gemeinden Sands und Weimarschmieden eingegliedert. Am 1. Januar 1972 kamen Brüchs, Leubach und Oberfladungen hinzu. Rüdenschwinden folgte am 1. April 1973. Die Reihe der Eingemeindungen wurde mit der Eingliederung von Heufurt am 1. Mai 1978 abgeschlossen.

### Einwohnerentwicklung
| Bevölkerungszahlen | Bevölkerungszahlen | Bevölkerungszahlen | Bevölkerungszahlen | Bevölkerungszahlen | Bevölkerungszahlen | Bevölkerungszahlen | Bevölkerungszahlen | Bevölkerungszahlen | Bevölkerungszahlen | Bevölkerungszahlen | Bevölkerungszahlen | Bevölkerungszahlen | Bevölkerungszahlen | Bevölkerungszahlen |
| ------------------ | ------------------ | ------------------ | ------------------ | ------------------ | ------------------ | ------------------ | ------------------ | ------------------ | ------------------ | ------------------ | ------------------ | ------------------ | ------------------ | ------------------ |
| Jahr               | 1840               | 1900               | 1939               | 1950               | 1961               | 1970               | 1987               | 1991               | 1995               | 2005               | 2010               | 2015               | 2017               | 2018               |
| Einwohner          | 2445               | 2141               | 3297               | 3282               | 2676               | 2520               | 2279               | 2372               | 2467               | 2296               | 2169               | 2322               | 2251               | 2248               |

Im Zeitraum 1988 bis 2018 stagnierte die Einwohnerzahl, konkret stieg sie von 2234 auf 2248 um 14 Einwohner bzw. um 0,6 %. 1995 hatte die Stadt 2467 Einwohner.
Quelle: BayLfStat

## Politik

### Stadtrat
Die Kommunalwahl am 16. März 2014 führte zu folgender Zusammensetzung des Stadtrats:
| Partei / Liste           | Stimmenanteil | Sitze |
| CSU                      | 24,8 %        | 4     |
| Freie Wählergemeinschaft | 30,4 %        | 4     |
| Wählerblock Ortsteile    | 30,1 %        | 4     |
| Ortsteilliste Leubach    | 14,7 %        | 2     |

Die Kommunalwahl am 15. März 2020 führte zu folgender Zusammensetzung des Stadtrats:
| Partei / Liste           | Stimmenanteil | Sitze |
| CSU                      | 14,37 %       | 2     |
| Freie Wählergemeinschaft | 23,43 %       | 3     |
| Wählerblock Ortsteile    | 21,02 %       | 3     |
| Ortsteilliste Leubach    | 13,55 %       | 2     |
| Neue Liste 20            | 27,63 %       | 4     |

### Bürgermeister
Erster Bürgermeister ist seit 1. Mai 2020 Michael Schnupp (Neue Liste 20). Er wurde bei der Kommunalwahl 2020 mit 55,86 % der gültigen Stimmen gewählt.
- 1968–1996: Raimund Goldbach (CSU)
- 1996–2002: Herbert Ditzel (Freie Wählergemeinschaft)
- 2002–2002: Mischa Schmitt (Wählerblock)
- 2002–2014: Robert Müller (CSU)
- 2014–2020: Agathe Heuser-Panten (Wählerblock Ortsteile)
- Seit 2020: Michael Schnupp (Neue Liste 20)

### Wappen
| Wappen von Fladungen | Blasonierung: „In Rot unter einer dreitürmigen silbernen Kirchenfassade ein wimpergartiger Dreiecksgiebel, darin in Rot ein wachsender, blau gekleideter Bischof mit goldener Mitra, der rechts ein silbernes Schwert, mit der Linken einen einwärts gewendeten goldenen Krummstab hält.“ |
| Wappen von Fladungen | Wappenbegründung: Aus dem Jahr 1382 ist der Abdruck eines Siegels überliefert mit einer Bischofsbüste inmitten gotischer Architektur. Dieses Siegel war bis in das 18. Jahrhundert in Gebrauch. In späteren Siegeln kamen Schwert und Krummstab hinzu, sie weisen die Figur eindeutig als den Würzburger Bischof als Landesherrn aus. Bis dahin konnte man darin auch den Bistumspatron, den heiligen Kilian, sehen. Die Architektur stellt die Stadtbefestigung dar, die vollständig erhalten ist. Die Farben sind in Wappenbüchern von 1544 und 1593 überliefert. |

### Städtepartnerschaften
- Nassenfels in Oberbayern
- Nora (Schweden)
- Köyliö (Finnland)
- Kõo (Estland)

## Kultur und Sehenswürdigkeiten

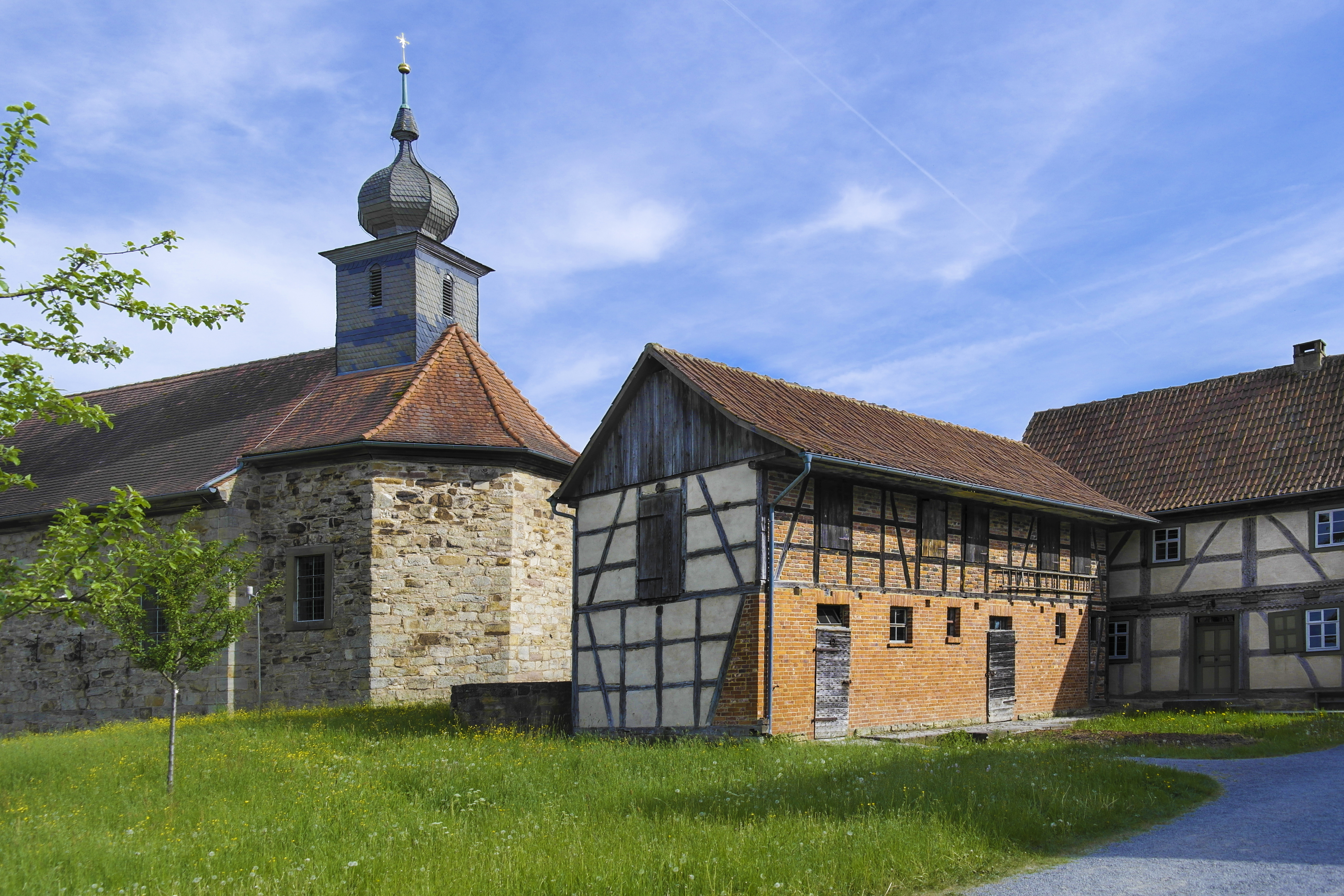
Fränkisches Freilandmuseum

### Museen
- Rhönmuseum im ehemaligen Amtshaus. Das Regionalmuseum wird derzeit saniert und erfährt eine umfangreiche Neuausrichtung. Es soll 2023 wiedereröffnet werden. Trotz der Schließung finden gelegentlich Sonderveranstaltungen statt.[19]
- Fränkisches Freilandmuseum mit dem Rhön-Zügle (18 km lange Museumsbahn von Fladungen über Ostheim bis Mellrichstadt).

### Bauwerke
Die Altstadt ist noch weitgehend mit einer Stadtmauer aus dem Jahr 1335 in ihrer ursprünglichen Höhe umgeben. Die Stadtmauer wurde damals mit fünf Türmen und 16 Reitertürmchen erbaut. Alle Türme in der Stadtmauer und die Reitertürmchen auf der Mauerkrone sind erhalten geblieben. Die Altstadt hat viele Fachwerkbauten, unter anderem das ehemalige Pfründnerspital. In der Altstadt steht auch das Fürstbischöfliche Würzburgische Amtshaus und die katholische Stadtpfarrkirche Sankt Kilian.
Die evangelische Christuskirche wurde 1979 erbaut.

### Baudenkmäler

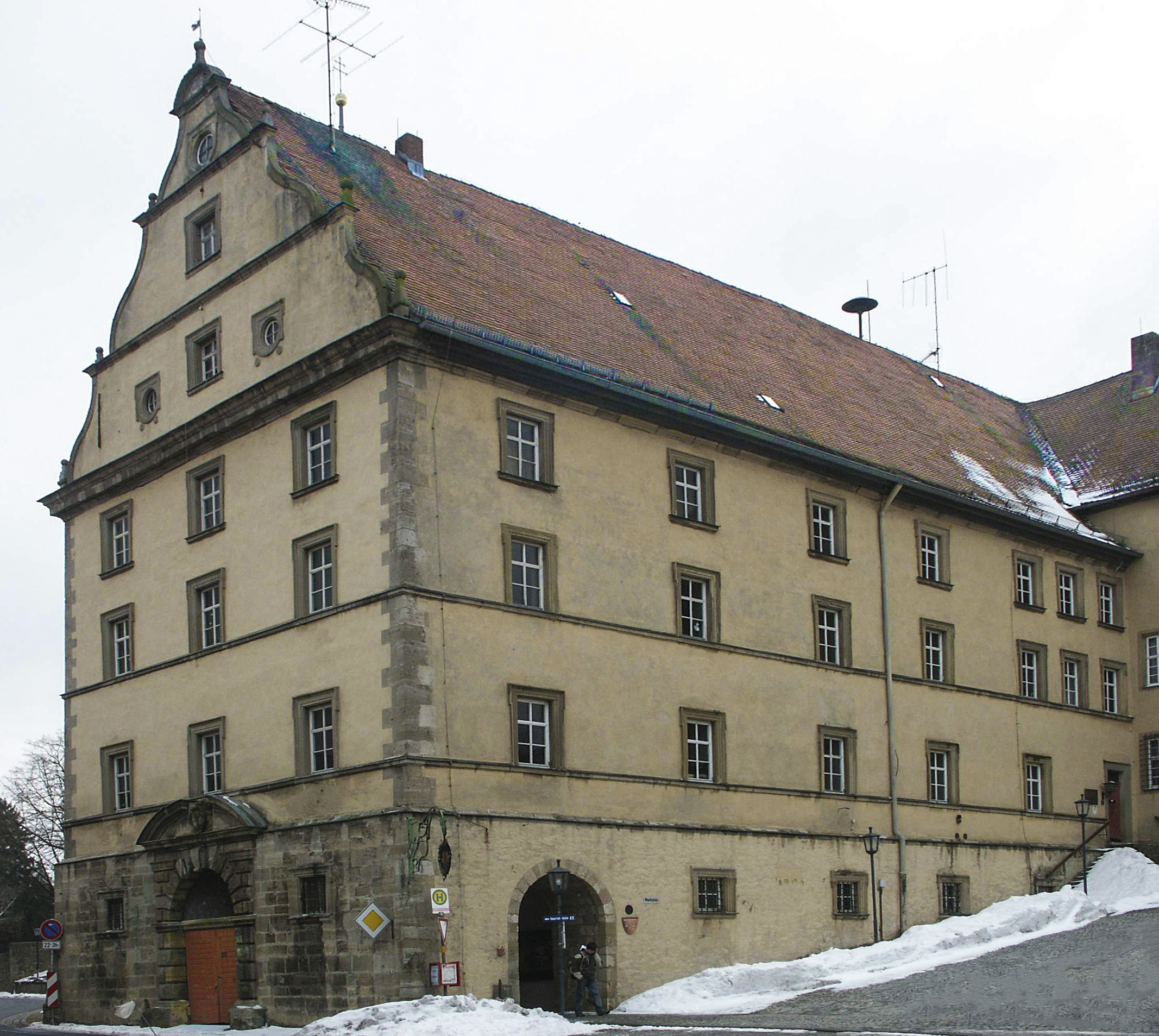
Fürstbischöfliches Würzburgisches Amtshaus von 1628
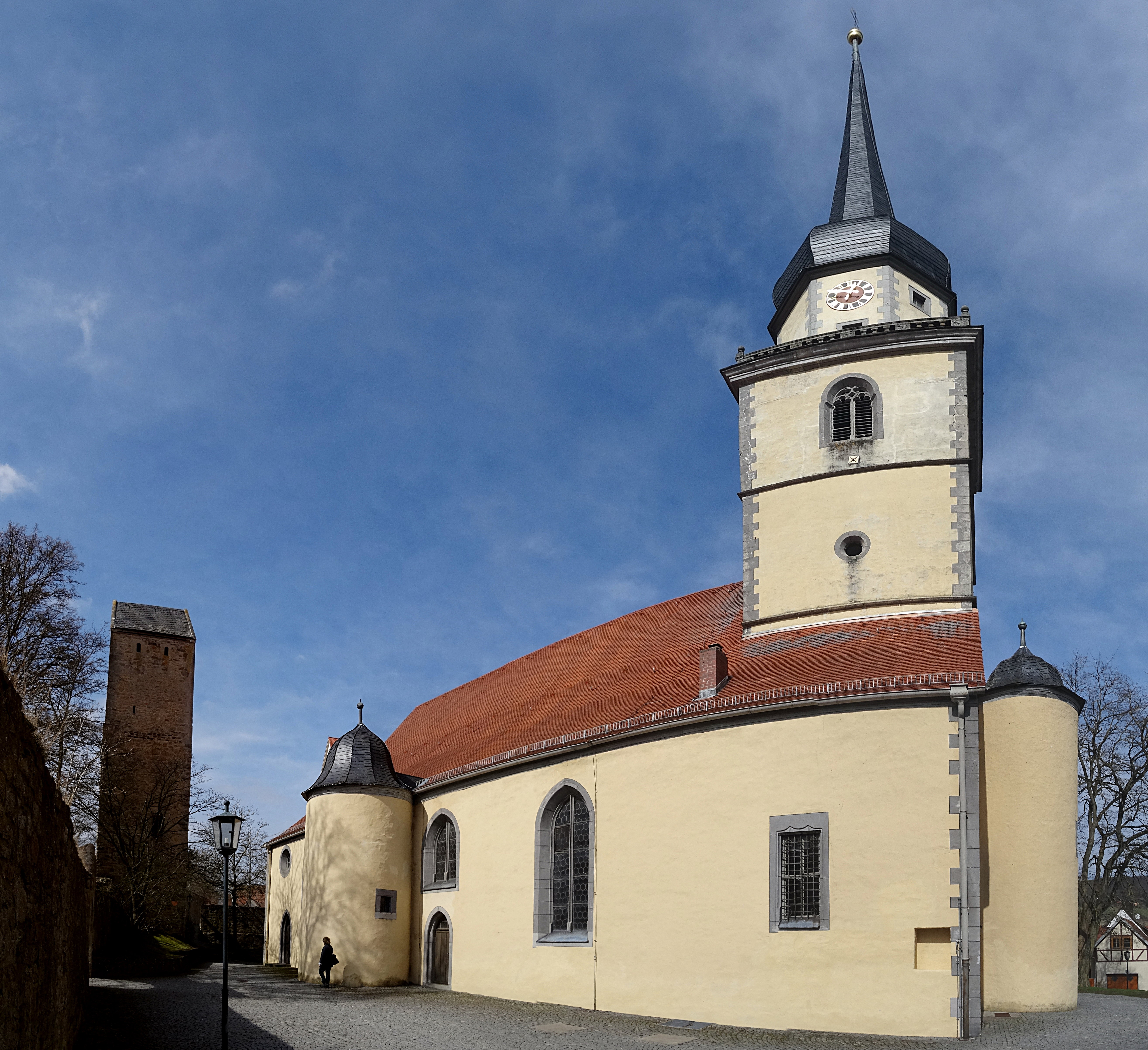
Stadtpfarrkirche Sankt Kilian (1656 bis 1659) mit einem Turm der Stadtmauer (1335)
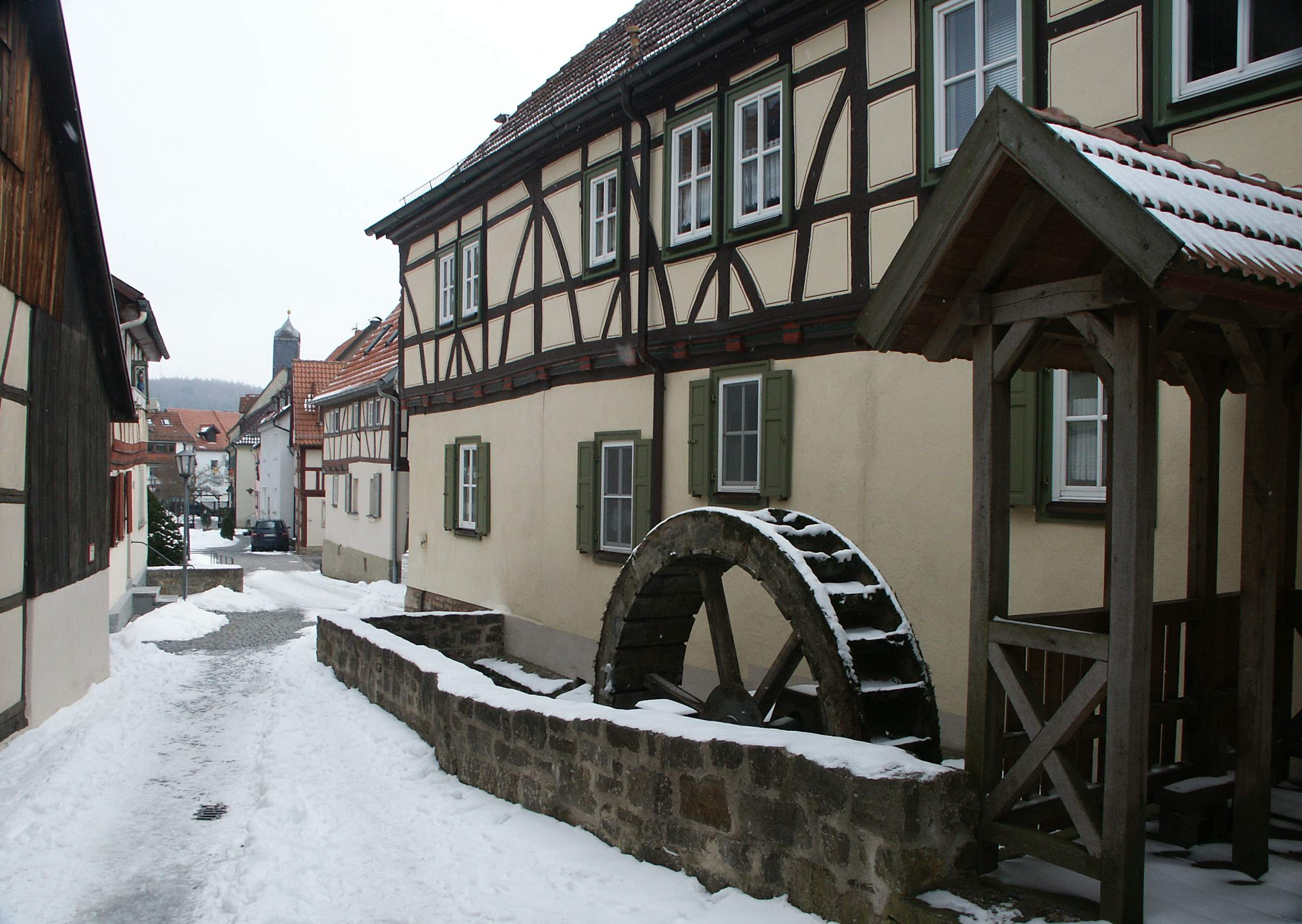
Gasse in der Altstadt
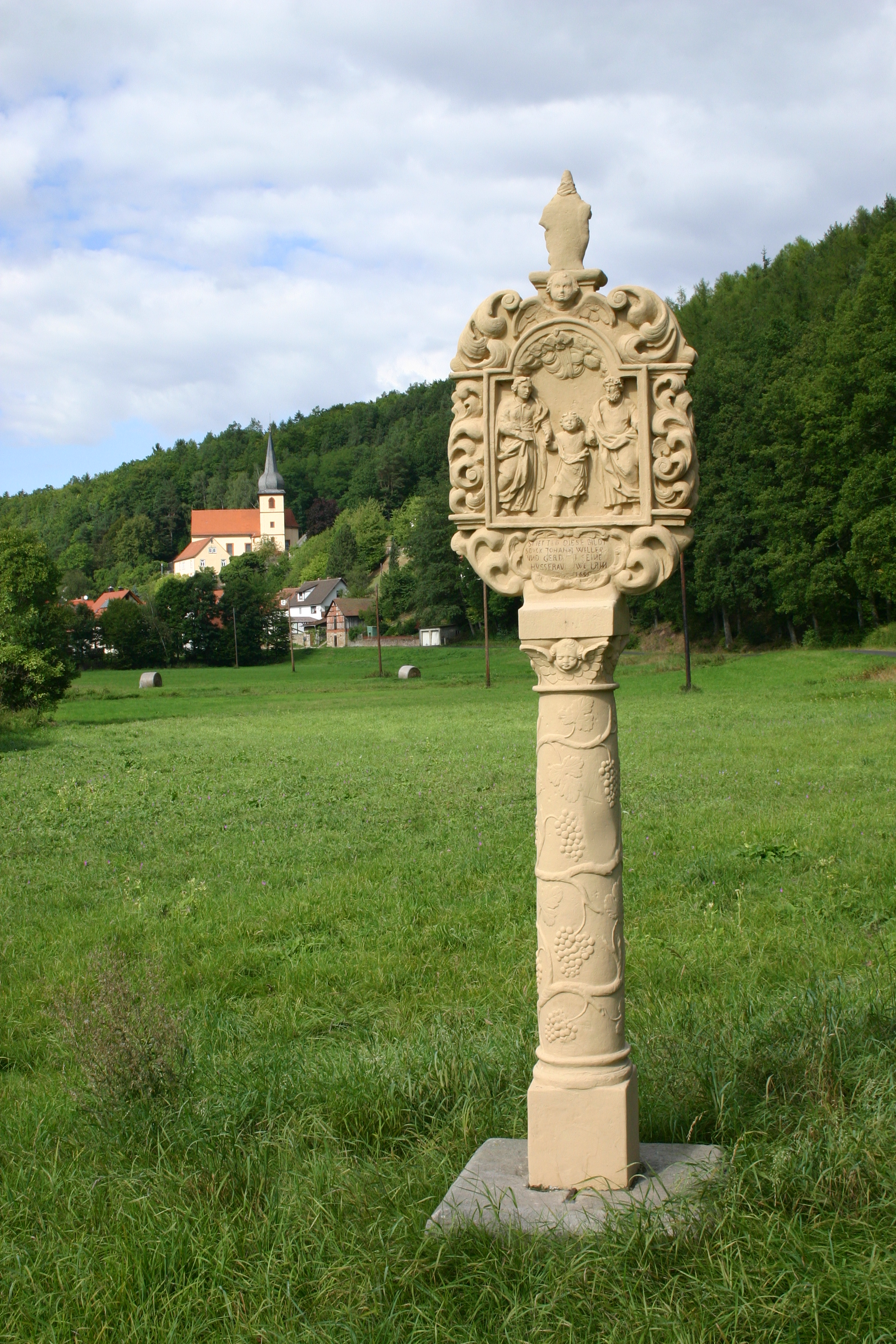
Bildstock bei Heufurt
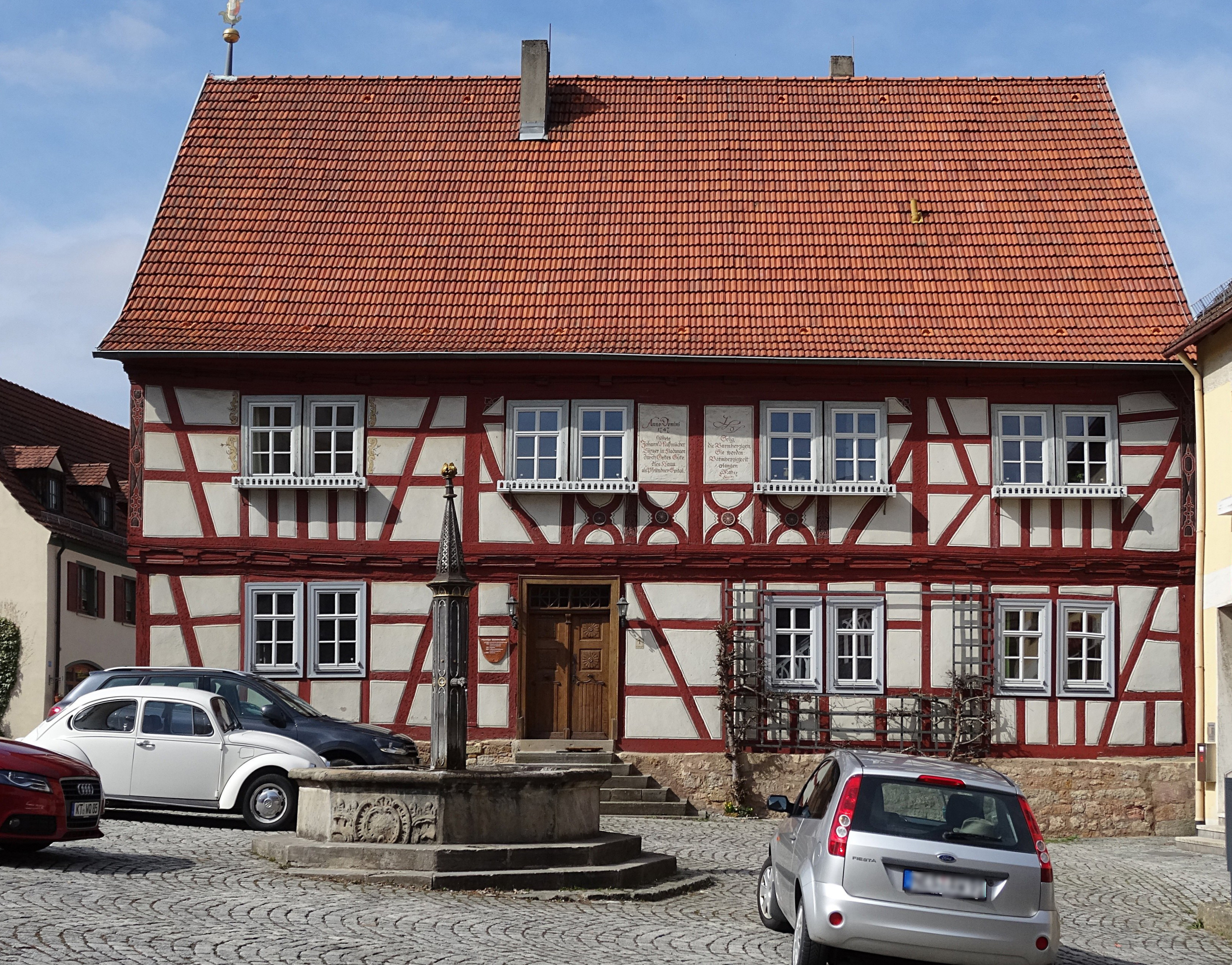
Ehemaliges Pfründnerspital
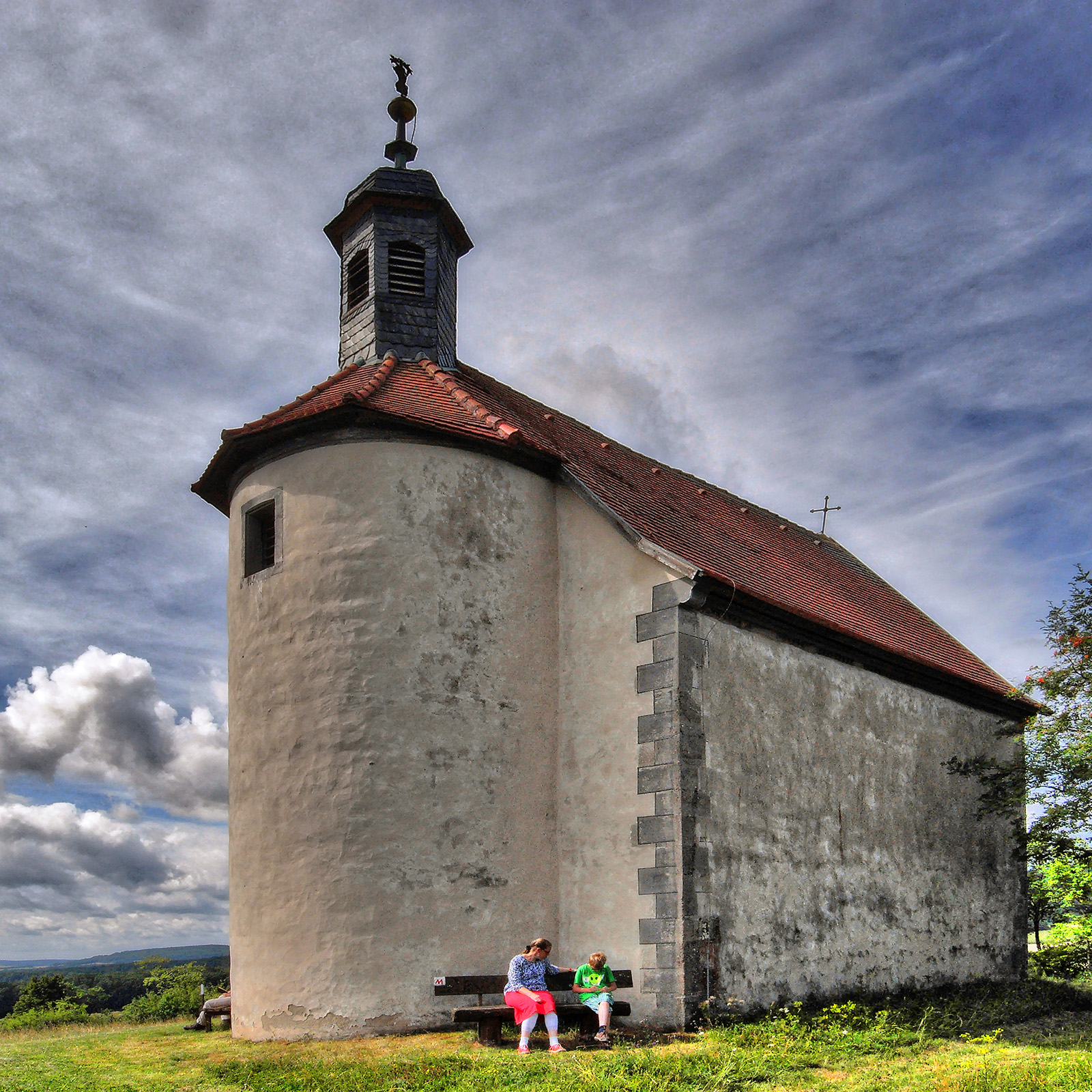
Gangolfskapelle (1597). Saalbau mit zweitem Geschoss als Glockenstube, halbrunde Apsis.

## Bildung
- Fladungen hat eine Grundschule.[20] In vier Klassen werden 77 Schüler unterrichtet.
- Fladungen hat eine Kindertageseinrichtung.[20] Sie hat 160 genehmigte Plätze und betreut 123 Kinder (2018).

## Sport
Im Hauptort befindet sich ein Freibad und ein Freizeitzentrum sowie ein Sportplatz. Zudem gibt es weitere Sportstätten.

## Verkehr

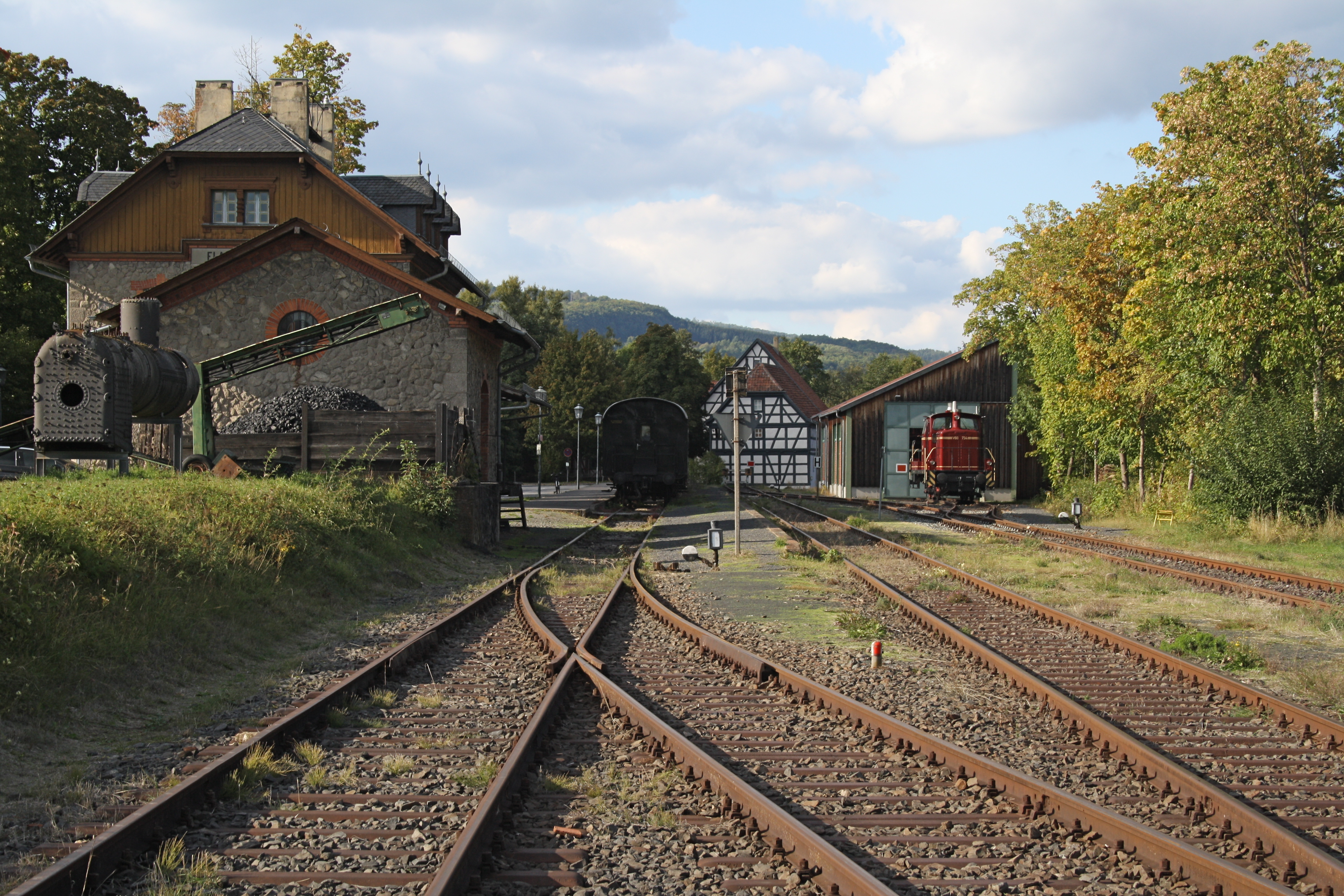
Bahnhof

Fladungen liegt an der Bundesstraße 285. Die Bundesautobahn 71 ist ca. 20 km entfernt und über die Anschlussstelle Mellrichstadt zu erreichen.
Fladungen ist Endpunkt der nur noch als Museumsbahn genutzten Bahnlinie Mellrichstadt–Fladungen.
Im Nahverkehr ist Fladungen an das Omnibus-Netz von DB Frankenbus angeschlossen. Die Busse verkehren bis Mellrichstadt Bahnhof, wo Anschluss an Züge in Richtung Erfurt und Würzburg besteht.
Die Hochrhönstraße verbindet Fladungen mit Bischofsheim in der Rhön.

## Persönlichkeiten
- Jodokus Wagenhauer (1580–1635), Weihbischof und Rektor der Universität Würzburg, wurde in Fladungen geboren
- Zacharias Stumpf (etwa 1594–1641), Geistlicher
- Hans-Otto Hofmann (1893–1953), deutscher Jurist und Leiter der Reichsrechnungshof-Außenstelle München